# Gabriela Abad Miró
Gabriela Abad Miró (Alcoi, L'Alcoià, nascuda en 1915 - Ciutat de Mèxic, 24 de gener del 1941) fou dirigent de les Joventuts Comunistes d'Espanya del Partit Comunista d'Espanya (PCE) i de les Joventuts Socialistes Unificades (JSU), responsable de política d'acció social del Comitè de Madrid, responsable d'acció social del Cinquè Regiment de Milícies Populars(1936-1937), responsable de l'acció social del Socors Roig Internacional en Madrid (1938-1939), secretària del comitè del camp d'internament de Châteaubriant (França) en 1939.
Fou amiga i col·laboradora de Tina Modotti, responsable en Espanya del Socors Roig Internacional i companya de Vittorio Vidali. Segons fonts de la família, es va exiliar en 1939 a Ciutat de Mèxic; segons dates del Portal i Arxiu d'Espanyols, fou acceptada el 10 de gener de 1940, amb qualitat d'asil polític Va morir en 1941 d'una sèpsia.